# 浅香末起
浅香 末起（あさか すえき、1896年11月10日 - 1971年）は、日本の植民政策学者。

## 経歴・人物
福岡藩士族徳島徳の四男として福岡県に生まれる。1914年福岡県立中学修猷館、1917年第二高等学校を経て、1921年3月京都帝国大学経済学部を卒業。京大在学中に浅香家に迎えられ結婚し、浅香に改姓した。
1921年4月日本銀行に入行するが、研究者を志し、1923年2月台北高等商業学校（現・国立台湾大学管理学院）講師に就任、1924年5月同教授に昇任する。1931年2月大阪商科大学（現・大阪市立大学）助教授に転じ、1933年3月同教授に昇任する。1935年10月から1年間、植民政策研究のため欧米に留学し、1941年7月より1944年9月まで、大阪商科大学に在籍したまま外務省事務嘱託を務める。終戦後1946年4月、その研究内容から公職追放により大阪商科大学を退職する。1947年11月貿易会社を設立し経営。1951年9月公職追放が解除され、近畿大学商学部教授に就任。
1953年10月名城大学法商学部教授に就任。その後同大において、法商学部長、および1967年4月同学部が分離した商学部長を歴任する。1969年3月定年退職。

## 著書
- 『銀行論』（宝文館、1926年）
- 『ジャワ経済界の現況と蘭印の原始産業』（台北高商南支南洋研究会、1930年）
- 『満洲移民問題と実績調査』（岩波書店、1937年）
- 『世界経済の展開過程』（日本評論社、1940年）
- 『南方事情』（上下二巻）（大阪市産業部、1942年）
- 『南方交易論』（千倉書房、1943年）
- 『南洋経済研究』（千倉書房、1943年）
- 『大南方経済論』（太平洋書館、1944年）